# Vostok (Primórie)
|  | Per a altres significats, vegeu «Vostok». |

Vostok (en rus: Восток) és un poble (possiólok) del krai de Primórie, a l'Extrem Orient de Rússia, que el 2019 tenia 3.767 habitants.